# TUM Klinikum
Das TUM Klinikum ist das Klinikum der Technischen Universität München. Es ist im August 2024 aus dem Zusammenschluss des Klinikums rechts der Isar und dem Deutschen Herzzentrum München hervorgegangen. An beiden Standorten versorgen seither rund 8.700 Mitarbeitende rund 69.000 stationäre und teilstationäre sowie ca. 300.000 ambulante Patientinnen und Patienten pro Jahr. Als Krankenhaus der höchsten Versorgungsstufe mit rund 1.360 Betten deckt das TUM Klinikum alle wichtigen Fachrichtungen ab – von Augenheilkunde bis Vaskuläre und Endovaskuläre Chirurgie. Zum TUM Klinikum gehören rund 45 Kliniken und Institute. Der Gesamtjahresumsatz betrug 2023 ca. 1 Mrd. Euro.
Der Ursprung des Klinikums reicht bis ins Jahr 1834 zurück, als die Armen- und Krankenanstalt im heutigen Stadtteil Haidhausen mit 36 Betten eingerichtet wurde.
Das TUM Klinikum besteht heute aus 45 Kliniken und Instituten. 